# سوسینس دل پارامو
سوسینس دل پارامو (به اسپانیایی: Susinos del Páramo) یک شهرستان در اسپانیا است که در کاستیا و لئون واقع شده‌است.

## خصوصیات
سوسینس دل پارامو ۱۱ کیلومترمربع مساحت و ۱۱۵ نفر جمعیت دارد و ۹۰۵ متر بالاتر از سطح دریا واقع شده‌است.